# H&R Firearms
A H&R 1871, LLC (Harrington & Richardson) é uma fabricante de armas de fogo sob as marcas registradas Harrington & Richardson e New England Firearms. Hoje em dia, a H&R é uma subsidiária da Remington Outdoor Company. A H&R interrompeu sua produção em 27 de fevereiro de 2015.

## Histórico
A empresa H&R original esteve no mercado por mais de um século de 1871 a 1986.
Frank Wesson, irmão de Daniel B. Wesson, cofundador da Smith & Wesson, iniciou uma empresa de fabricação de armas de fogo em 1859, compartilhando uma patente anterior com Nathan Harrington. Wesson produziu rifles de dois gatilhos e pistolas de gatilho com "esporas" além de rifles/espingardas curtas, como as compactas "topper" que foram descontinuadas. Ele começou uma breve parceria em 1871 com seu sobrinho Gilbert Henderson Harrington, como Wesson & Harrington, até que Harrington comprou o negócio em 1874.
Em 1875, Harrington e outro ex-funcionário da Wesson, William Augustus Richardson, formaram a nova Harrington & Richardson Company. Em 1888, a empresa foi incorporada oficialmente como The Harrington & Richardson Arms Company. Seu investimento de capital original foi de US$ 75.000. Harrington era presidente, Richardson era tesoureiro e George F. Brooks era secretário. Após as mortes de Harrington e Richardson em 1897, Brooks se tornou o gerente e a empresa foi mantida pelos herdeiros Edwin C. Harrington (filho de Gilbert Harrington) e Mary A. Richardson (esposa de William Richardson).
Em 1894, a empresa abriu uma nova instalação na Park Avenue em Worcester, Massachusetts. A fábrica foi ampliada novamente após alguns anos. Os rifles e espingardas originais dessas datas são escassos por causa de sua produção limitada e peças descontinuadas.
Em 1950, a empresa abriu uma nova fábrica na rua Cockburn em Drummondville, Quebec, Canadá.
Na década de 1960, a H&R foi adquirida pela corporação Kidde e administrada pela família Rowe. Os certificados de garantia foram enviados para a "Industrial Rowe", em Gardner, Massachusetts. A empresa H&R original fechou as portas em 1986 e o edifício foi demolido.
Uma nova empresa, a H&R 1871, Inc., foi formada em 1991 e iniciou a produção de revólveres, rifles de tiro único e espingardas usando designs originais da H&R. Os ativos da H&R 1871, Inc. foram subsequentemente vendidos para a H&R 1871, LLC., Uma empresa de Connecticut de propriedade da Marlin Firearms Company em novembro de 2000. A H&R 1871, LLC. não estendeu sua garantia de produto para armas H&R feitas antes da aquisição da LLC.
A Marlin, incluindo todos os seus ativos da H&R, foi posteriormente adquirida pela Remington Arms Company em dezembro de 2007. A produção da H&R 1871, LLC foi transferida para Ilion, NY (o local da fábrica original da Remington) no final de 2008, enquanto seus escritórios corporativos eram compartilhados com os da Remington Arms em Madison, NC. A Remington, junto com suas subsidiárias Marlin e H&R, agora fazem parte da Remington Outdoor Company. A produção da H&R 1871 foi encerrada em 27 de fevereiro de 2015.
No leilão de falência da Remington Outdoor Company, a empresa foi vendida para a JJE Capital Holdings, LLC. Esta venda, no entanto, ainda precisa de aprovação do tribunal. A JJE atualmente possui várias empresas fabricantes de armas de fogo, incluindo a Lead Star Arms e a Palmetto State Armory. Embora não tenha havido nenhuma declaração oficial, a mídia social da Palmetto State Arms indica que a JJE pode produzir rifles M1 Garand sob a marca H&R.

## Contribuições militares
A H&R' fabricou pistolas de sinalização durante a Primeira Guerra Mundial e uma variedade de armas de fogo militares durante a 2ª Guerra Mundial, incluindo a submetralhadora Reising e um rifle de treinamento calibre .22 para o USMC chamado "Leatherneck" em vários modelos. A H&R obteve um contrato para produzir o fuzil M1 durante a Guerra da Coreia, mas as primeiras entregas só foram feitas depois do armistício. A H&R fabricou o fuzil M14 durante o ciclo de produção dele (1959–1964). A H&R também fabricou rifles M16A1 durante a Guerra do Vietnã e é um dos únicos quatro fabricantes (junto com Colt, Fabrique Nationale e GM Hydramatic Division) a criar uma variante oficial M16 para as Forças Armadas dos EUA. Devido à sua relativa escassez, todas as armas militares H&R são consideradas altamente desejáveis pelos colecionadores.

## Diversos
- A empresa foi nomeada a única licenciada norte-americana para a espingarda sem cão de cano duplo Anson & Deely da Inglaterra.[11]
- Em 1932, uma pistola H&R foi usada para estabelecer um novo recorde de pistola nos EUA e se tornou a arma de fogo mais famosa de seu tipo - a "U.S.R.A. single-shot target pistol". Esta pistola era tão precisa que foi adotada pela Equipe de Pistola do Exército dos EUA.[12]

## Patentes de algemas
- Patente #1984677[13] concedida em 18 de dezembro de 1934; atribuída a H&R Arms Co.
- Patente #1572262[14] concedida em 9 de fevereiro de 1926; atribuída a H&R Arms Co.
- Patente #2388766[15] concedida em 13 de novembro de 1945; atribuída a H&R Arms Co.

## Produtos

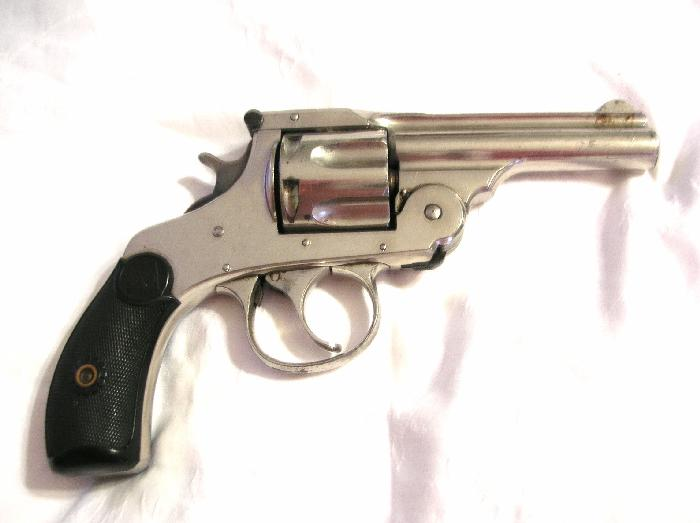
Um revólver H&R Revolver do tipo "Top-Break".

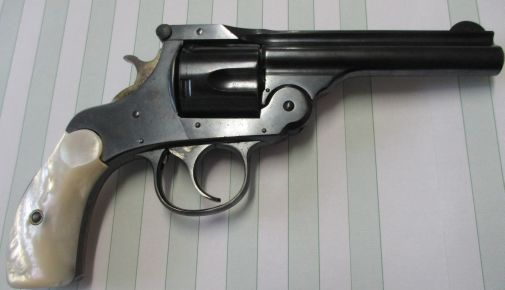
Um dos primeiros modelos de ação basculante com cabo de madrepérola.

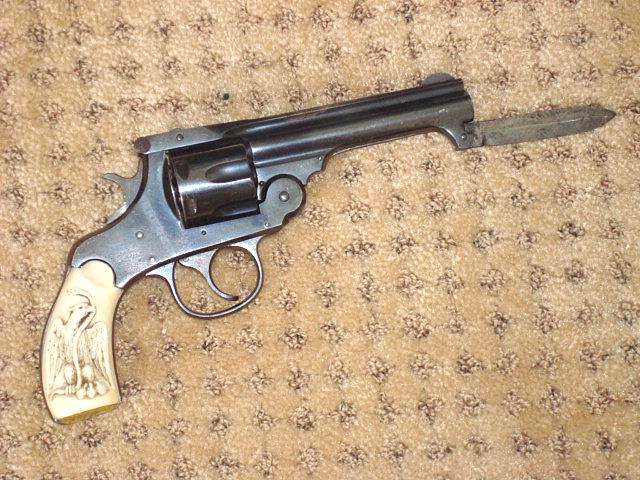
Revolver H&R do tipo "Top-Break" com faca acoplada.

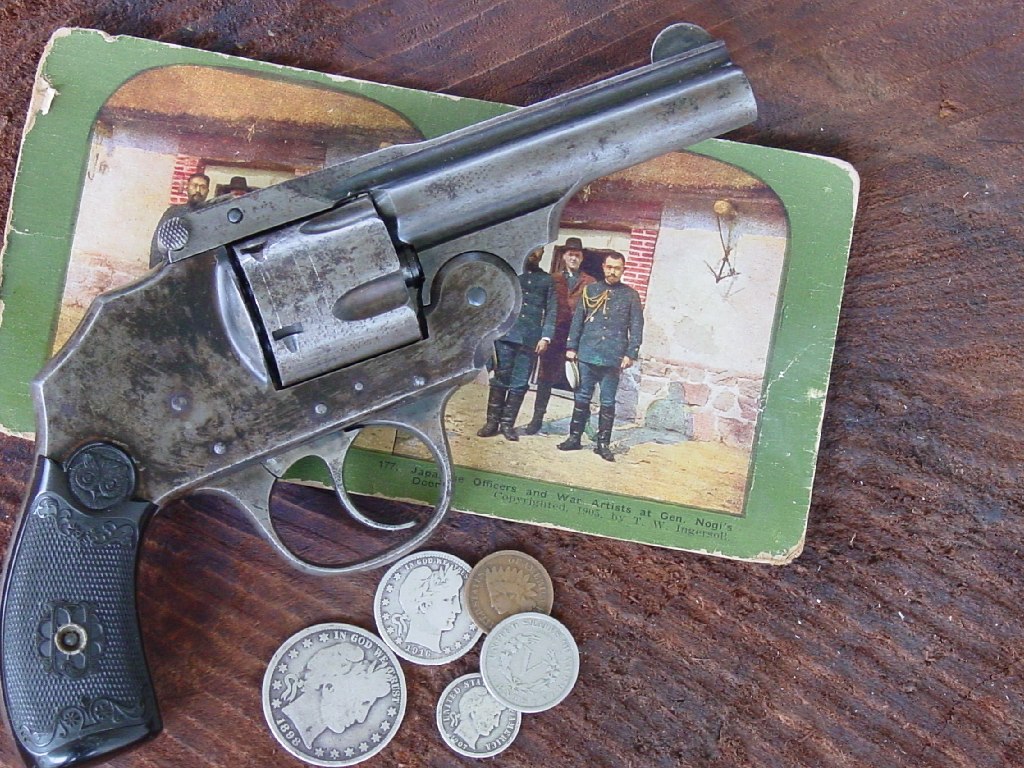
O H&R Model 3 em .38 S&W sem cão aparente lançado em 1909.

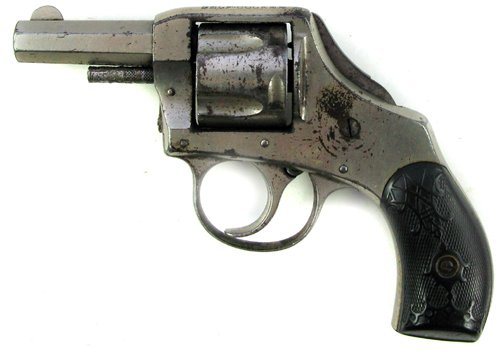
H&R Vest-Pocket Self-Cocker (Early model)

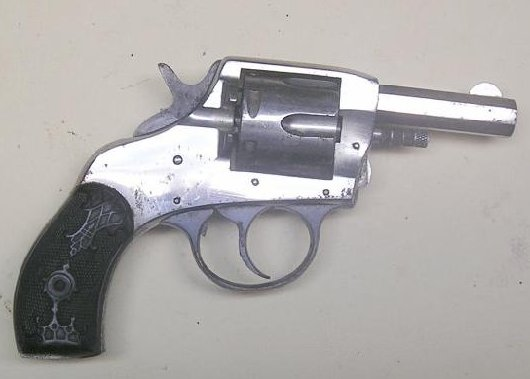
H&R The American Double Action

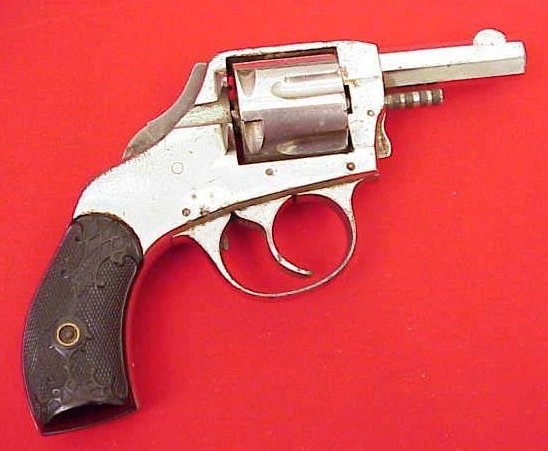
H&R Double Action Safety Hammer

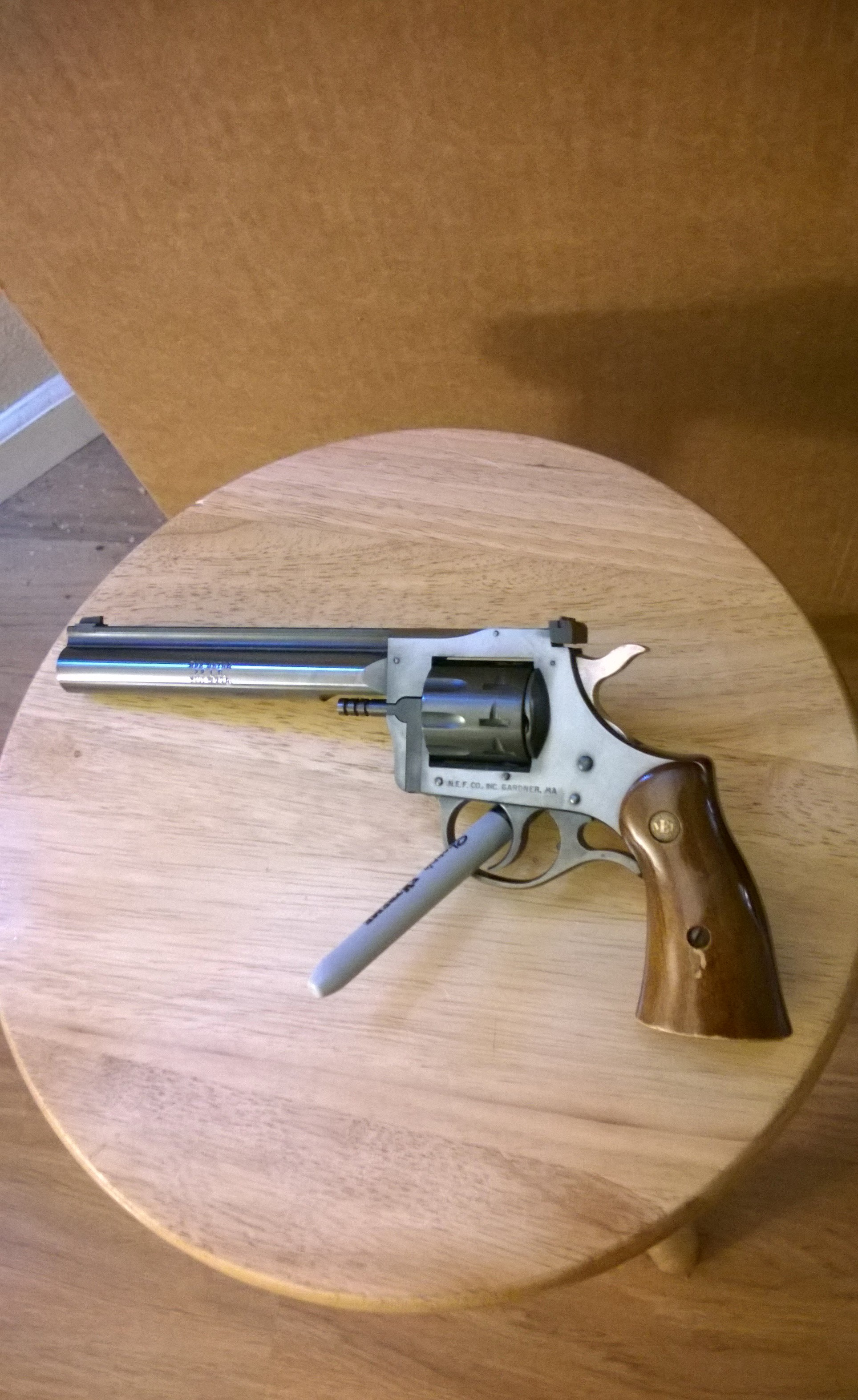
NEF R92 Ultra em 22LR.

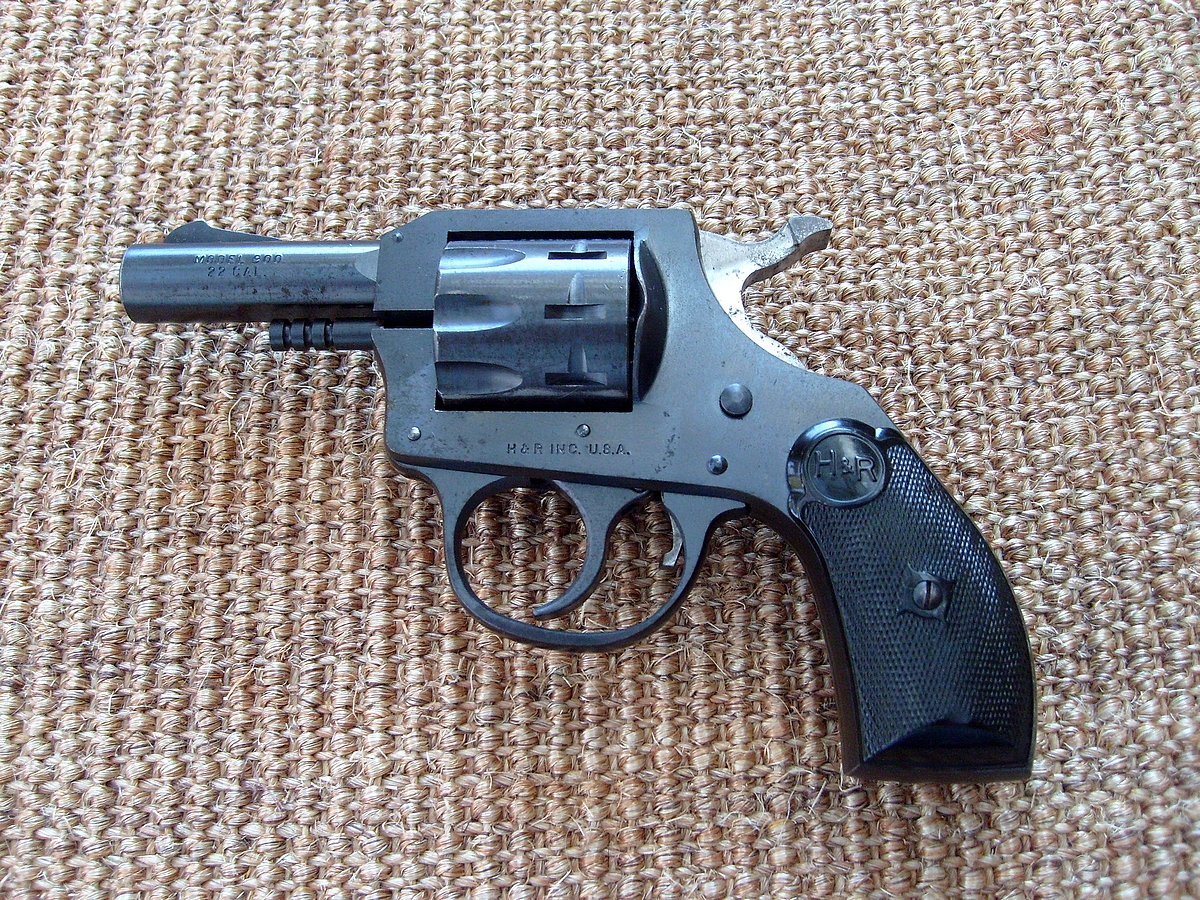
H&R model 900 9-shot .22 Revolver

### Revólveres
- Model 1 calibre .32 de 7 tiros ou .38 de 5 tiros, revólver de ação simples de gatilho de esporão, cano octogonal de 3 polegadas, cilindro canelado, estrutura plana, cabo de serra de fundo quadrado, cabo de nogueira simples ou cabo de borracha preta zigrinada eram marcados como "HARRINGTON & RICHARDSON, WORCESTER, MASS. PAT. MAY 23, 1876". Aproximadamente 3.000 foram fabricados em 1877 e 1878.
- Model 1 ½ calibre .32 de gatilho de esporão, revólver de ação simples, cilindro de 5 tiros (10.000 foram fabricados entre 1878 e 1883)
- Model 2 ½ igual ao modelo 1 ½, mas cano de 3,25 polegadas e cilindro de 7 tiros (5.000 foram fabricados entre 1878 e 1883)
- Model 3 ½ calibre .38 de fogo circular, cano de 3,5 polegadas, cilindro de 5 tiros (1.000 foram fabricados)
- Model 1880 Double Action em .32 S&W ou .38 S&W; 5 ou 6 tiros. Revólver de estrutura sólida com cilindro removível e haste ejetora fixa sob o cano, talas de empunhadura de borracha dura com design floral, acabamento em níquel, marcado no topo do cano apenas com o nome e endereço da empresa, cano de 3 ¼, Mecanismo American Double Action modificado e quadro. Fab. 1880–1883.[11]
- Young America Double Action (revólver de fogo central pequeno e sólido) fabricado em 1884–1941 Calibres: .22 rimfire e .32 O comprimento do cano padrão era de 2 ½ polegadas, com 4 ½ 5 ½ polegadas opcionais de custo extra (1.500.000 foram fabricados). Primeiro modelo fabricado em 1884–1904 projetado para cartucho de pólvora negra. Segundo modelo fabricado em 1905–1941, projetado para cartuchos de pólvora sem fumaça modernos.
- Young America Bulldog (revólver de fogo circular pequeno e sólido) Calibre: .32 Rimfire
- Young America Safety Hammer (pequeno revólver de fogo central de estrutura sólida com martelo canelado) Martelo de segurança patenteado 1887 Calibres: .22 e .32
- Vest-Pocket Self-Cocker (igual ao Vest Pocket Safety Hammer, mas sem meia / full cocking sear) NOTA: Alguns protetores de gatilho instalados neste modelo tinham recortes que permitiriam a instalação da meia / full cocking sear. Os primeiros modelos tinham um cano octogonal de 2 + 1⁄2 polegadas com mira frontal, os modelos posteriores incorporavam um cano redondo curto de 1 polegada, sem mira frontal. Calibres: .22 e .32
- Victor (cilindro sem ondulação, cano redondo) Disponível em quadros pequenos e grandes. Calibres: .22, .32 e .38
- The American Double Action (revólver de fogo central de quadro sólido grande) Fabricado em 1883–1941. Calibres: .32, .38 e .44 (850.000 foram fabricados).
- H&R Bulldog (revólver de fogo circular de estrutura sólida grande) Calibre: .32 rimfire
- Top-break Shell Extracting Revolver (Manual Ejecting Model) .32 S&W, .32 H&R ou .38 S&W; 5 ou 6 tiros. Construído na mesma estrutura que a Ejeção Automática do Segundo Modelo e apresenta um pino central com mola projetando-se sob o cilindro que é usado para acionar manualmente a estrela ejetora. Corpo de 3 1/4 pol., Alças de borracha dura com logomarca, acabamento em níquel ou azul, uma marcação de data de patente. Mfg. 1886-1888. [9]
- Top-Break Automatic Ejecting Model 1 .32 S&W, .32 H&R ou .38 S&W; 5 ou 6 tiros; Painéis de empunhadura de borracha dura com design floral, cano de 3 + 1⁄4 pol., mecanismo e estrutura American Double Action modificado, acabamento em níquel, First Variation marcado no topo do cano com o nome da empresa e endereço apenas e duas hastes de guia para ejetor (1885- 1886), data de patente da Segunda Variação 10-4-87 marcada no topo do barril junto com o nome da empresa e endereço, o extrator não tem hastes de guia extras (1887-1889). Mfg. 1885-1889.
- Top-Break Automatic Ejecting Model 2 .32 S&W, .32 H&R ou .38 S&W; 5 ou 6 tiros; mecanismo ejetor aprimorado e dobradiça, nova estrutura, acabamento em níquel, punhos de borracha dura com logotipo alvo, cano de 2 + 1⁄2 pol., 3 + 1⁄4 pol., 4 pol., 5 pol. e 6 pol. e 6 pol. Marcado com datas de patente em 4 de outubro de 87, 14 de maio e 6 de agosto de 89. Mfg. 1889-1896.
- Top-Break Automatic Ejecting Model 3 .32 S&W, .32 H&R, .32 S&W Long ou .38 S&W; 5 ou 6 tiros; parafuso de dobradiça aprimorado, nova estrutura, acabamento em níquel ou azul, punhos de borracha dura com logotipo alvo, cilindro de 2 + 1⁄2 pol., 3 + 1⁄4 pol. 4 pol., 5 pol. e 6 pol. As primeiras variações marcadas com patentes datam de 14 de maio, 6 de agosto de 1989, 2 de abril de 1995, 7 de abril de 1996; variações posteriores removeram as datas das patentes e marcaram o calibre no cano. As variações posteriores de pó sem fumaça podem ser identificadas por uma marca de cartucho à esquerda do cilindro. Mfg. 1896-1940.
- Premier Model .22  7 tiros, .32 S&W 5 tiros. Revólver pequeno de ação dupla, com "PREMIER" ou "H. & R. PREMIER" marcado no lado esquerdo do cano. Introduzido em 1895 e descontinuado em 1941. Os modelos Premier podem ser visualmente distinguidos dos modelos de ejeção automática pela adição de longos entalhes horizontais de parada do cilindro.
- H&R Knife Pistol (.32, .38 fabricada em 1901)
- Safety Hammer Double Action (revólver de fogo central grande e sólido com martelo canelado) Martelo de segurança patenteado 1887 Calibres: .32, .38 e .44 (fabricado entre 1890 e 1941).
- NEF Model R92 (revólver .22 LR 9 tiros, .22 WMR 6 tiros)
- NEF Model R73 (.32 H&R Mag 5-shot)[16]
- H&R Sportsman (revólver de nove tiros .22 LR, cano de 6 polegadas - acabamento azulado)
- H&R Model 504 .32 magnum de grande porte, cano principal, cilindro giratório SA/DA, possivelmente a mesma arma que a NEF R73. Feito no período de transição. Eu tenho este revólver, S / N BB034356
- H&R Model 532
- H&R Model 603 (revólver de pino de tração de seis tiros, 22 WMRF, azulado, cano de laterais achatadas)
- H&R Model 604 (revólver .22 WMRF de seis tiros, cano redondo, azul)
- H&R Model 622 (revólver de pino de seis tiros .22 LR)
- H&R Model 623 (revólver .22 LR de seis tiros, igual ao 622, mas em níquel escovado)
- H&R Model 632 (.32 cal)
- H&R Model 642 (.22 WMRF seis fotos)
- H&R Model 649 (revólver .22 LR e .22 WMR de seis tiros, ação dupla ou única)
- H&R Model 660 Gunfighter (revólver .22LR, feito na década de 1960)
- H&R Model 666 (.22 LR ou .22 WMR, ação dupla com cano de 6 polegadas e cilindro de 6 tiros. Azulado com punhos de plástico. Fabricado de 1976 a 1982.)
- H&R Model 676 (.22 LR ou .22 WMR, ação dupla com cano de 12 polegadas e cilindro de 6 tiros. Azulado com punhos de madeira. Fabricado de 1976 a 1980.)
- H&R Model 686 (.22 LR e .22 MAG)
- H&R Model 700
- H&R Model 722 (.22 LR, ação única com cano octogonal de 6 polegadas e cilindro de 7 tiros. Azulado com punhos de madeira. Formalmente conhecido como o modelo "Trapper")
- H&R Model 732 (cilindro de giro longo de seis tiros .32)
- H&R Model 733 (igual ao modelo 732, mas em níquel escovado)
- H&R Model 777 Ultra Sportsman (revólver de nove tiros .22 LR)
- H&R Model 829 (revólver .22 LR de nove tiros) Cilindro giratório de 9 tiros, ação dupla ou única)
- H&R Model 900 (revólver de nove tiros .22 LR) Cilindro removível de 9 tiros, ação dupla ou simples, canos 2 + 1⁄2 ", 4" e 6 "disponíveis
- H&R Model 904 (revólver .22 LR de nove tiros) Cilindro giratório de 9 tiros, dupla ação, cano com trilho. Veio com um cabo de madeira.
- H&R Model 922 (revólver de nove tiros .22 LR)
- H&R Model 922-C (revólver de nove tiros .22 LR) O mesmo que o 922, mas com acabamento em níquel.
- H&R Model 923 (revólver de nove tiros .22 LR)
- H&R Model 925 (revólver cal. 32)
- H&R Model 925 Defender (revólver de cinco tiros em calibre .38, cano de 4 polegadas - acabamento azulado)
- H&R Model 926 (revólver de nove tiros .22 WRF)
- H&R Model 929 (revólver de nove tiros .22 LR, acabamento azulado)
- H&R Model 930 (.22 LR e revólver de nove tiros, acabamento em níquel)
- H&R Model 933 Hunter (revólver de nove tiros .22 LR, fabricado de 1930 a 1939).
- H&R Model 925 (revólver calibre .38)
- H&R Model 939 Ultra Sidekick (revólver de dupla ação .22 LR) Introduzido em 1956.[17]
- H&R Model 949 (revólver de nove tiros .22 LR)
- H&R Model 950 (revólver de nove tiros .22 LR, níquel)
- H&R Model 999 (revólver de nove tiros .22 WRF)

Nota: Os revólveres de quadro sólido anteriores a 1898 foram projetados para uso com cargas de pólvora negra. O uso de cartuchos de pólvora sem fumaça com esses revólveres pode causar danos ao revólver e/ou ferir o usuário.
Nota: Muitas das armas acima são marcadas como "H&R .22 Special", ".22 W.R.F." ou ".22 Winchester Rimfire".

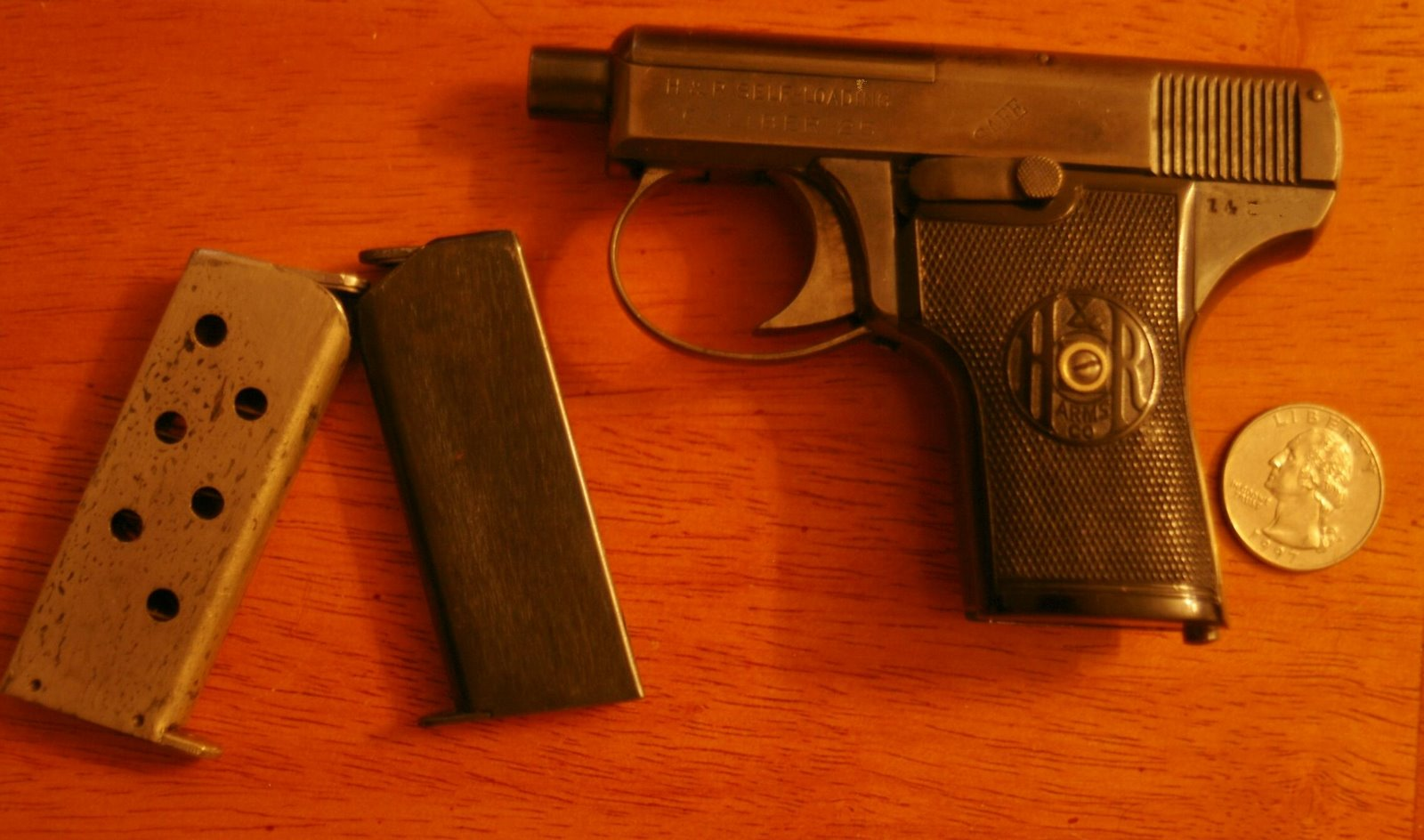
H&R Self-Loading (Automatic) Pistol

### Pistolas
- H&R Self-loading (Automatic) Pistol. Calibres .32 ACP e .25 ACP.
- HK4. De 1968 a 1973, o HK4 da Heckler & Koch foi importado da Alemanha e vendido nos EUA com a marca Harrington & Richardson modelo HK4.

### Handy-Guns

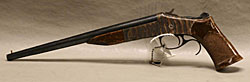
H&R Handy Gun

- H&R "Handy-Gun" (pistola top-break de tiro único, calibres .410 bore, ou .28 gauge, cano de 8 ou 12 ¼ polegadas) fabricado em 1920-1934[18]
- H&R "Handy-Gun" (pistola de tiro único, de fogo circular .22 e 32-20, cano de 12 ¼ polegadas) fabricado em 1933-34[19]

### Espingardas

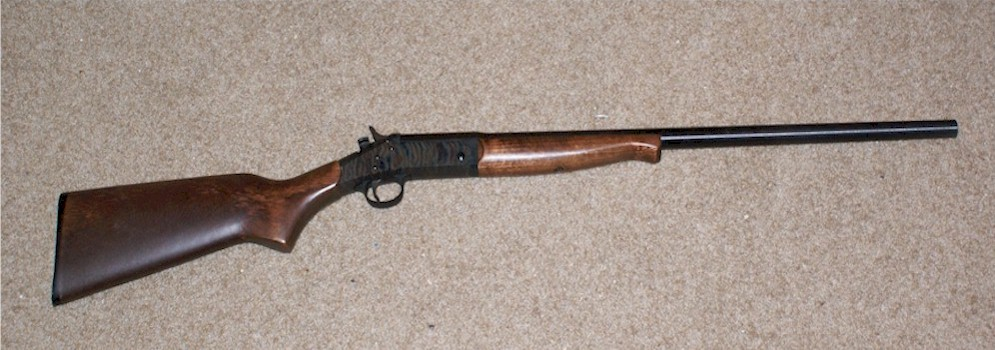
20 GA NEF Pardner shotgun

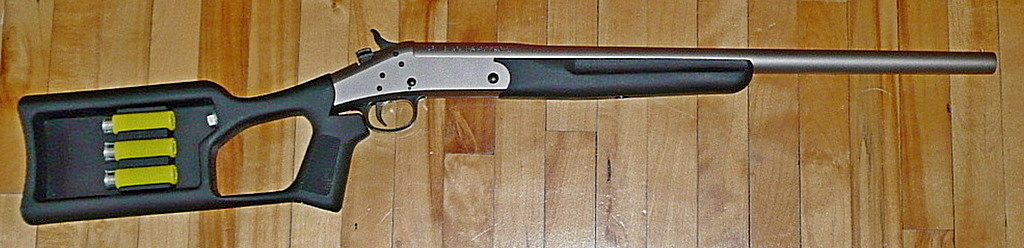
H&R Tamer Shotgun 20 GA

- Pardner shotgun (tiro único). Disponível nos gáugios 10, 12, 16, 20, 28 e diâmetro interno de .410; modelos compactos/juvenis estavam disponíveis em versões de cano curto de 8, 10 e 12 polegadas anteriores a 1911, modelos Tamer e Survivor disponíveis além do Pardner padrão.
- Survivor shotgun (tiro único). Disponível apenas em 410 Bore / 45 Colt. Disponível em acabamento azulado ou acabamento em níquel químico com coronha de polímero tem um design de thumbhole / pistola-grip e um compartimento de armazenamento conveniente.
- Tamer shotgun (tiro único). Também conhecido como "Snake Tamer" é uma espingarda no estilo da "Snake Charmer" como a espingarda. Disponível em calibre 20 ou 410 Bore / 45 Colt apenas. Disponível em acabamento azulado ou acabamento em níquel químico com coronha de polímero tem um design de "thumbhole"/"pistol-grip". O lado direito da coronha é aberto com compartimento para três cartuchos de calibre 20 ou quatro de .410.
- Topper shotgun (tiro único). Disponível nos medidores 12, 16, 20 e diâmetro interno de 0,410. Modelos originais de escassa produção em modelos clássicos Juvenis/cano curto compacto, modelos Deluxe, Classic e Trap disponíveis além do Topper padrão.
- Ultra-Slug shotgun (tiro único). Medidores 12, 20 disponíveis. Barris com rifles. Modelo compacto disponível com cilindro de 8,10 e 12 polegadas para modelos pré-1911. Produções pós 1911 não disponíveis na versão compacta.
- Pardner Pump shotgun (importado). (Em produção). Com a marca NEF (armas de fogo da Nova Inglaterra). 12 e 20 medidores disponíveis. Fabricado pela Hawk Industries, China. Modelos juvenis / compactos, Turquia e aves aquáticas disponíveis além da bomba Pardner padrão.
- Excell Auto shotgun (descontinuado). Com a marca NEF (armas de fogo da Nova Inglaterra). Calibre 12 apenas. Fabricado na Turquia. Havia modelos de aves aquáticas e perus, além do Excell sintético preto padrão. Também veio em um pacote de combinação com um cano padrão e estriado. Veio com 4 tubos de estrangulamento: IC, M, IM e F. Descontinuado por falta de disponibilidade de peças.
- Pinnacle (cano duplo). (Interrompido).
- Gamester (ação de ferrolho). Gáugios 16 e 12. Exemplo: Model 349

### Rifles

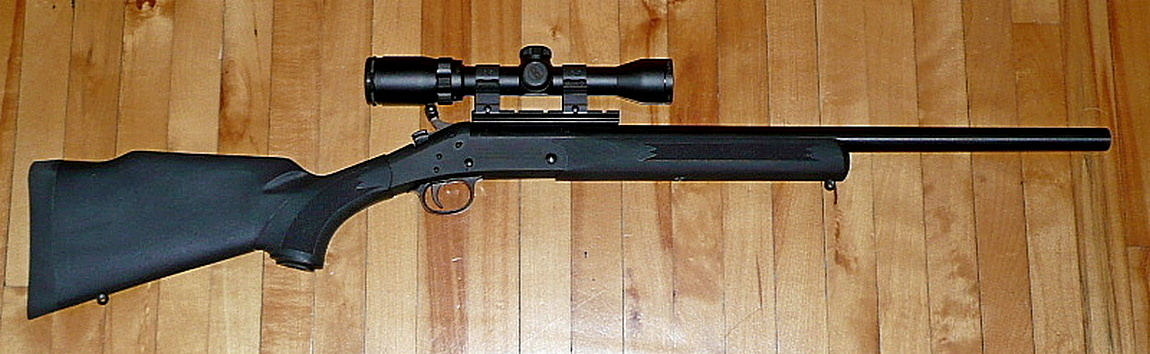
H&R Handi-Rifle .44 Magnum with scope

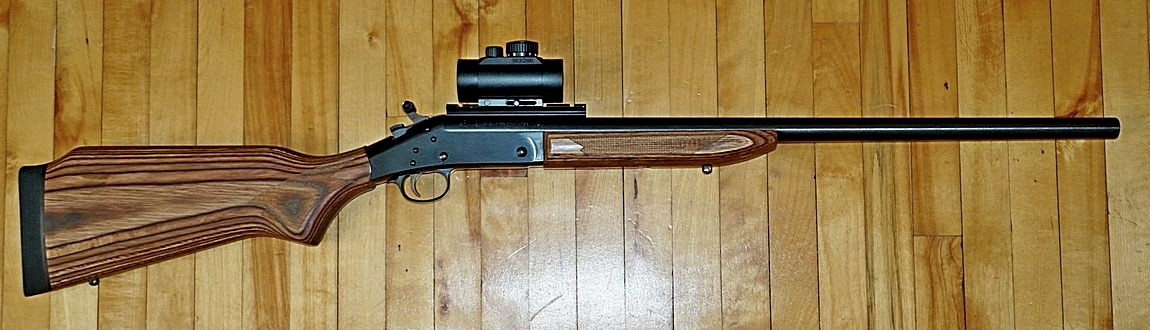
H&R Ultra-Varmint-Rifle .223 Rem with red dot sight

- Handi-Rifle (tiro único): Calibres: .17 HMR, .204 Ruger, .22 LR, .22 WMR, .22-250 Remington, .223 Remington, .243 Winchester, .25-06 Remington, .270 Winchester, .280 Remington, 7mm-08 Remington, .308 Winchester, .30-06 Springfield, .30-30 Winchester, .300 AAC Blackout, .444 Marlin, .45 LC, .45-70 Government e .500 S&W. Também disponível com pares de canos estriados para arma de mão de bala única em .357 Magnum/gáugio 20 e .44 Magnum/gáugio 12.[20] Estão disponíveis os modelos Standard, Synthetic, Superlight, Ultra Varmint, Ultra Hunter, Buffalo Classic, CR Carbine, e Sportster. Uma versão com um cano rosqueável de 16" com câmara para o .300 AAC Blackout é feita para a Advanced Armament Corporation.[21]
- Ultra-Varmint-Rifle (Single-shot): a coronha e o guarda-mão são feitos de madeira laminada durável, e este rifle de tiro único mortalmente preciso tem um cano reforçado estabilizador de bala de 24". Oferecido em três cartuchos populares para caça menor: o .223 Remington , o .22 WMR e o .243 Win.
- H&R 330: Fabricado de 1968 a 1972, este modelo é uma ação FN Mauser que a Harrington e Richardson comprou como excedente e produziram rifles de caça "esporterizados" usando canos Douglas e coronhas convencionais, no calibre 7mm Remington Magnum.[22]
- H&R M12 5200: Um concorrente do rifle Winchester Model 52 por ação de ferrolho em .22 LR de tiro único. Apresentava um cano pesado de aço azulado de 28 polegadas, uma coronha de nogueira superdimensionada com um trilho para acessórios na extremidade dianteira.
- H&R Model 700: rifle semiautomático em .22 Magnum
- H&R Model 765/766 "Pioneer": produzido como o 766 de 1949 a 1950 com acabamento em níquel, enquanto o 765 foi fabricado entre 1950 e 1951 com acabamento azulado em calibre .22 Short/Long/Long Rifle, por ação de ferrolho e tiro único.
- H&R Modelo 760: .22LR Produzido em 1967,1968 e 1971; tiro único automático.

### Militares

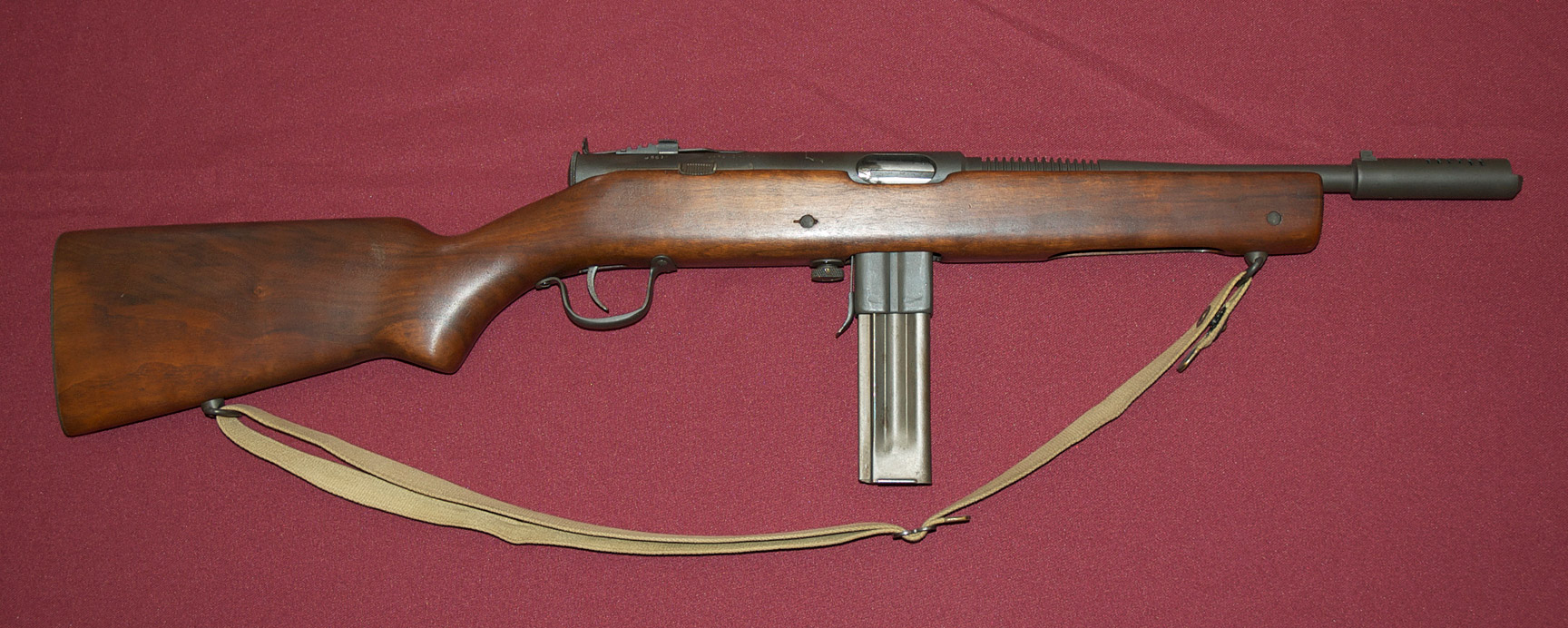
Reising Submachine Gun

- Reising Submachine Gun: produzida durante a Segunda Guerra Mundial.
- M1: Harrington & Richardson foram atribuídos aos intervalos de números de série 4660001 a 4800000, 5488247 a 5793847 e 400 rifles numerados de 6034330 a 6034729. Os principais componentes, como o cano, parafuso, martelo, haste operacional, segurança e invólucro do gatilho foram carimbados com um número de desenho numérico e as iniciais do fabricante. Os rifles Harrington e Richardson são marcados com HRA em todas as partes marcadas, exceto os receptores, que foram marcados com H&R ARMS CO.[23]
- T48 FAL: Uma cópia licenciada do FN FAL, 500 rifles de pré-produção foram produzidos para testes contra o Rifle T44 (M14).
- M14: H&R tinha o maior contrato (1959–1964) de quatro fabricantes (H&R, Winchester, The Springfield Armory e Thompson-Ramo-Wooldridge (TRW)), para produzir o rifle M14.
- M16A1: Trabalhando sob outro contrato militar dos EUA durante a Guerra do Vietnã, a H&R é uma das apenas quatro empresas (Colt, Fabrique National, General Motors Hydramatic Division e H&R), a ter feito variantes do M16 para os militares dos EUA.
- T223 Rifle: Cópia licenciada do fuzil de Assalto Heckler & Koch HK33.

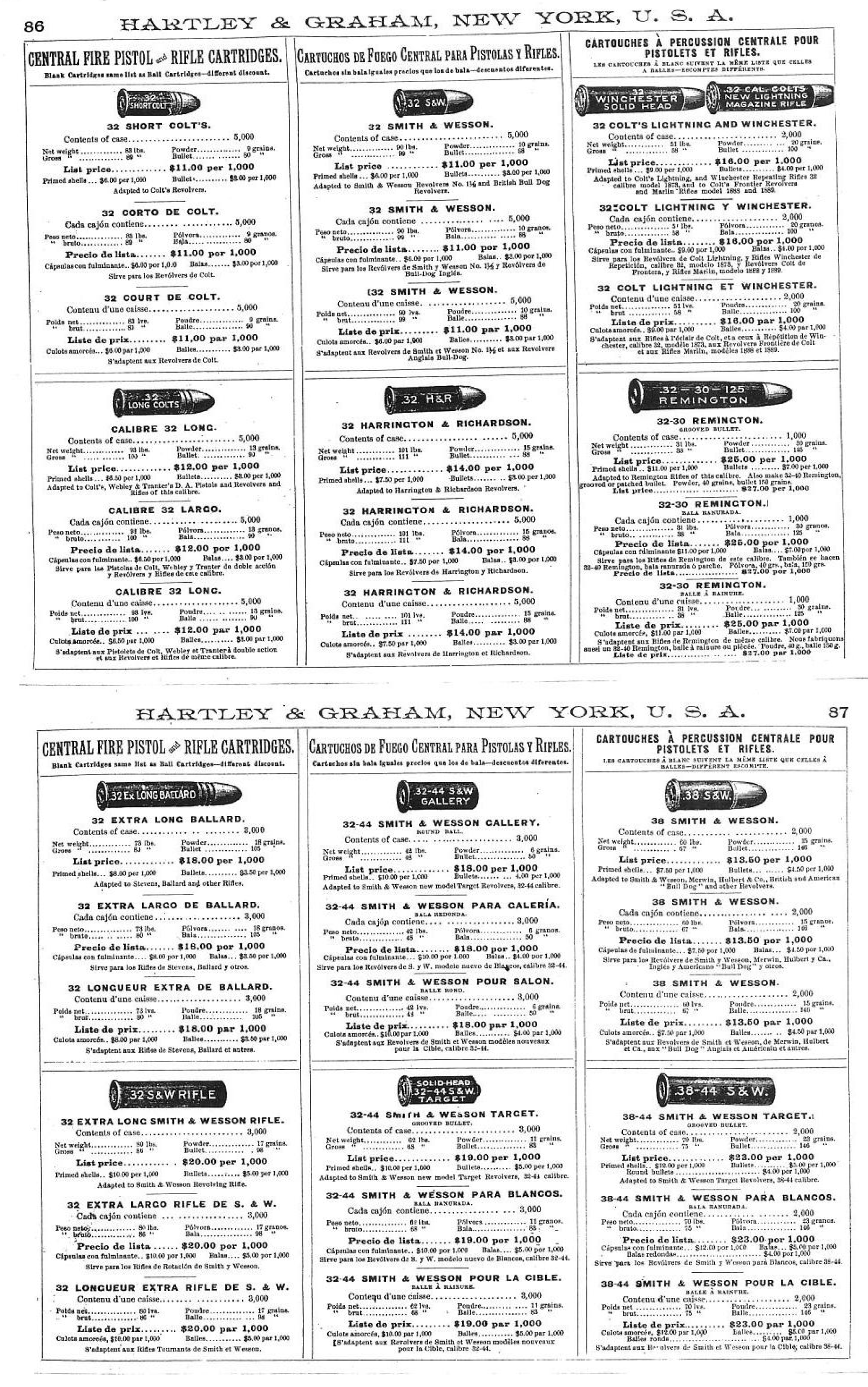
Catálogo da Hartley & Graham de 1889, com cartuchos de fogo central de calibre .32, entre eles o .32 H&R; com carga de 15 grãos e projétil de 88 grãos; note a ranhura representada na bala do lado de fora da boca do estojo. O .32 S&W Long inventado até 1896, não é retratado aqui.

### Cartuchos
Em meados da década de 1880, a Harrington & Richardson desenvolveu o cartucho proprietário "32 Harrington & Richardson" (.32 H&R) para seus revólveres calibre .32 de 6 tiros de grande porte, especificamente os revólveres de ação dupla de ejeção manual e ejeção automática.
O cartucho 32 H&R era dimensionalmente mais longo do que muitos outros cartuchos de pistola calibre .32 contemporâneos, incluindo o .32 S&W, .32 Short Colt e .32 Long Colt, e estava carregado com 15 grãos de pólvora negra sobre um projétil de 88 grãos (em comparação com a carga de 10 grãos do .32 S&W contemporâneo, ou a carga de 13 grãos do .32 Long Colt contemporâneo). O cartucho também pode ser identificado por uma ranhura distinta cortada na bala de chumbo do lado de fora da boca do estojo.
Como o .32 Long Colt, .32 H&R de pólvora negra acabou se tornando obsoleto pela popularidade do .32 S&W Long introduzido em 1896 e o desenvolvimento da pólvora sem fumaça Observe que o .32 H&R de pólvora negra desenvolvido na década de 1880 não deve ser confundido com o .32 H&R Magnum de pólvora moderna, desenvolvido mais de 100 anos depois, em 1984.
Em 1983, a Harrington & Richardson' trabalhou com a Federal Cartridge Company para desenvolver em conjunto o .32 H&R Magnum. O .32 H&R Magnum é produzido alongando o estojo do .32 S&W Long em .155", passando para 1.075" de comprimento total.
O .32 H&R Magnum oferece substancialmente mais desempenho do que a maioria dos outros cartuchos de calibre .32, como o .32 ACP, e é considerado um cartucho eficaz para caça de pequeno porte. Sua maior velocidade oferece uma trajetória plana, enquanto o peso leve da bala resulta em baixo recuo.